# مهلتویر
مهلتویر (به آلمانی: Mehltheuer) یک منطقهٔ مسکونی در آلمان است که در Rosenbach واقع شده‌است. مهلتویر  ۱٬۴۷۸ نفر جمعیت دارد.